# Felipe Álvarez (militar)
Felipe Álvarez (Fraile Muerto, c. 1785 - Mendoza, 4 de setembre de 1821) va ser un cabdill federal de l'Argentina, d'important acció local a la província de Córdoba durant l'anomenada «Anarquia de l'Any XX».
Descendent d'una línia secundària de la família patrícia dels Álvarez de Arellano, era un petit estancier de sud cordobès. En els primers anys posteriors a la Revolució de Maig va formar part de l'Exèrcit del Nord, però aviat va estar de tornada en a la frontera del sud de Córdoba. Es va distingir en la lluita contra els indígenes ranquels, i va exercir com comandant del fortí «Las Tunas». Va recolzar a el govern federal de José Javier Díaz i les revolucions de Juan Pablo Bulnes.

## Contra el Directori
Quan tots dos líders federals van ser derrotats, va organitzar una important força montonera amb suport de el govern de la veïna província de Santa Fe. Amb ells va mantenir en escac a les forces directorials des de mitjans de 1817. Va fer una intensa campanya proselitista entre els petits hisendats de tot l'est de la província i, per encàrrec del governador santafesí Mariano Vera, va intentar unir el partit federal al coronel Juan Bautista Bustos i al major Juan Felipe Ibarra. Més tard, tots dos serien dos dels més destacats cabdills federals.
A mitjan 1819 va llançar una gran ofensiva en tot el sud de Córdoba, en coordinació amb l'atac que estava per llançar Francisco Ramírez sobre la província de Buenos Aires. Va prendre el fort de Fraile Muerto per uns dies, i a l'octubre el fortí i posta de Cruz Alta. Només es va retirar al pas del gruix de l'Exèrcit del Nord, que venia a unir-se a director José Rondeau per enfrontar a Santa Fe. Pocs dies més tard, aquest exèrcit es va revoltar en l'anomenat motí d'Arequito, causant indirectament la caiguda del Directori.

## A les files de Carrera
Després de la batalla de Cepeda, va ser triat diputat provincial. En l'elecció de governador (que va ser el primer que va fer la legislatura) va votar a favor de Javier Díaz. Aquesta candidatura va ser derrotada pel governador Bustos. Va romandre en el seu lloc alguns mesos, figurant alternativament com a part de l'oficialisme i de l'oposició.
Al maig de 1821, aprofitant la invasió del general xilè José Miguel Carrera (que comptava amb el suport de Ramírez) a Córdoba, va participar en una fracassada revolució contra Bustos. Durant setmanes, Bustos es va veure obligat a perseguir Carrera per tota la província, sent derrotat pel xilè en dues oportunitats. A mitjan l'hivern, Carrera va decidir que havia arribat l'hora d'anar cap a Xile. Felipe Álvarez el va acompanyar en la invasió i ocupació de San Luis i en la seva invasió a Mendoza, convertit en el seu lloctinent.
Junts van ser derrotats pel coronel José Albino Gutiérrez en la batalla de Punta del Médano. Estava al costat d'ell quan van ser traïts i lliurats al govern mendocí, i junts van ser afusellats a principis de setembre de 1821.

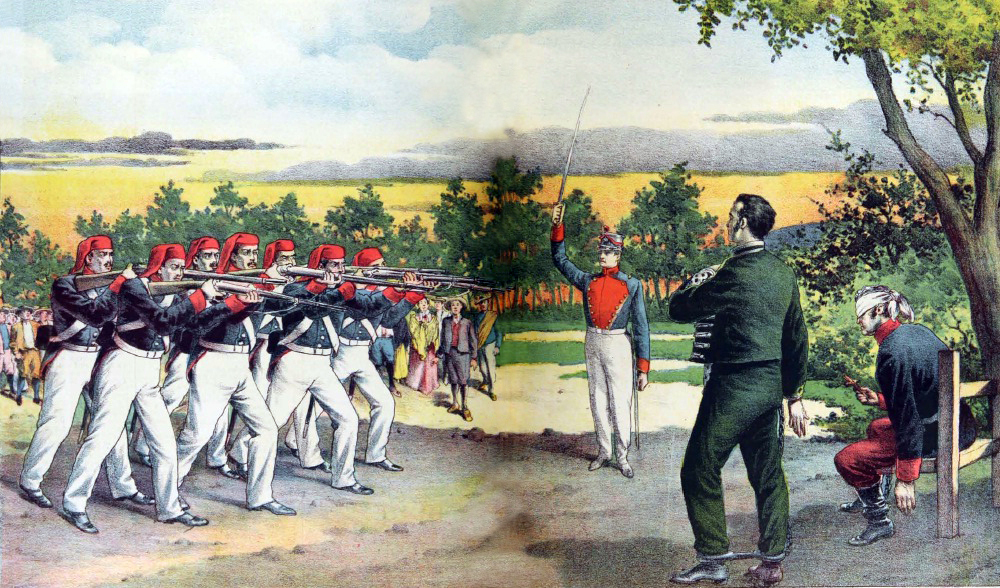
Litografia de 1904 que mostra l'afusellament de José Miguel Carrera i el Coronel Felipe Álvarez a Mendoza